# Jaidhaus
Jaidhaus ist eine Talweitung im Verlauf der Krummen Steyrling im Gemeindegebiet von Molln, zwischen Sengsengebirge und Reichraminger Hintergebirge in einer Höhe von 490 m ü. A. Die Talweitung ist nur dünn besiedelt und von Norden über Molln erreichbar. In der Talweitung befindet sich das gleichnamige Naturschutzgebiet am Fuß des Nationalparks Kalkalpen, der sich südlich und östlich davon befindet.

## Geographie
Das Gebiet liegt 8 km ostsüdöstlich von Molln, zu dessen Gemeindegebiet es gehört, und ist Teil der Katastralgemeinde Innerbreitenau. Geographisch wird das etwa 450 ha große Gebiet im Norden von den Höhenrücken des Kienberges 760 m ü. A., des Fürstenecks 821 m ü. A. und des Hirschkogels 873 m ü. A., im Osten von den Hängen des Rablmaißspitzes 1012 m ü. A., im Süden von den Abhängen des Vorderreuter Steins 956 m ü. A. und im Westen schließlich von den Ausläufern des Buchberges 1104 m ü. A. und dem Unterlauf des Hilgerbaches begrenzt. Diese angrenzenden Berggipfel ragen im Durchschnitt 400 bis 500 m über das Becken von Jaidhaus in die mittlere montane Stufe empor. Jaidhaus selber liegt zwischen knapp 490 m ü. A. bei der Mündung des Hilgerbaches in die Krumme Steyrling in der Welchau und 750 m ü. A. bei den Forstwiesen westlich des Tanzkogels. Die Oberhänge der Pfefferleiten liegen ebenfalls auf etwa 750 m ü. A.

## Namenskunde

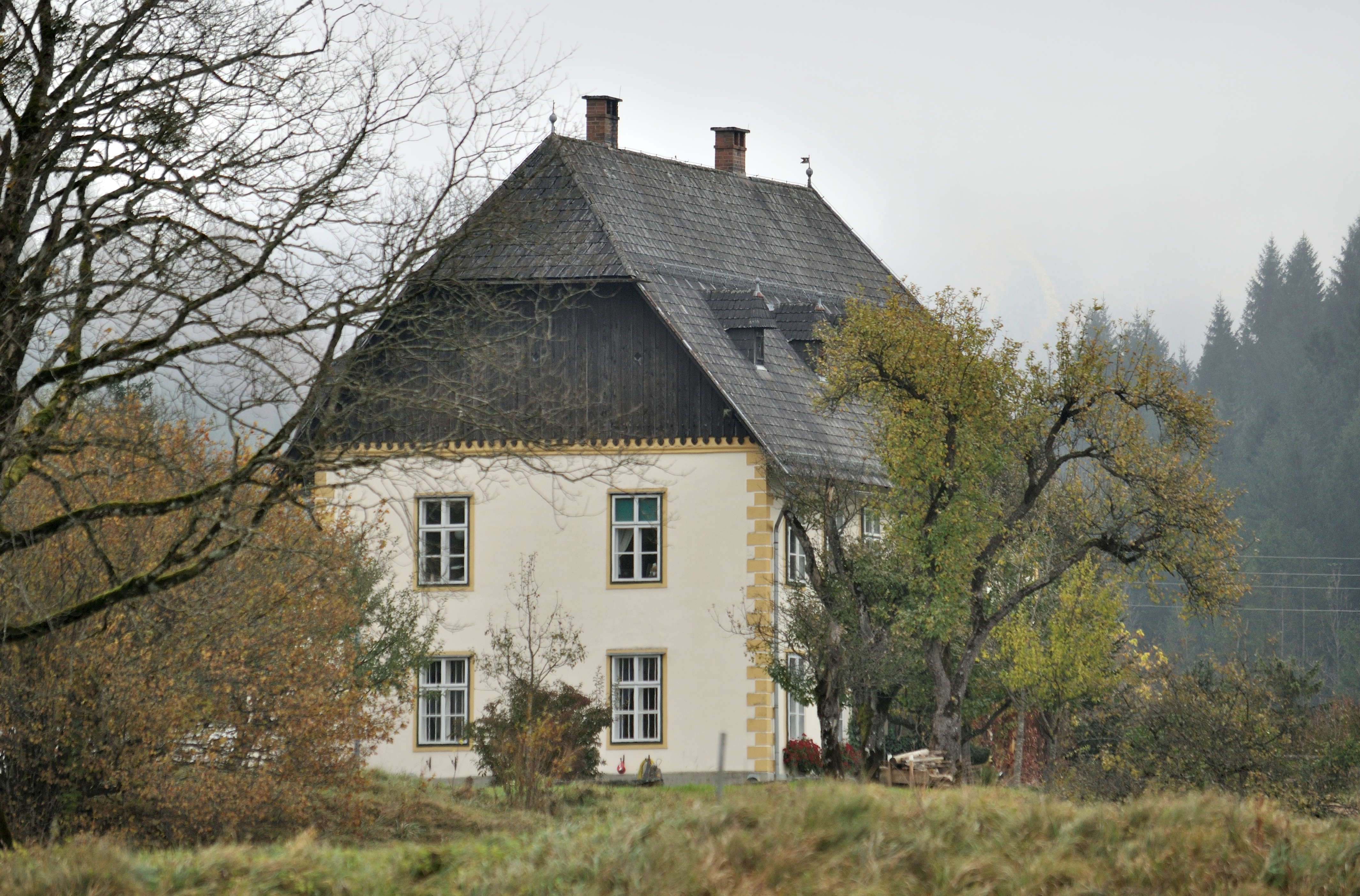
Das Jagdhaus, sog. Jaidhaus, steht unter Denkmalschutz

Der Name Jaidhaus leitet sich von Jagdhaus ab und dokumentiert den hier ehemals großen Stellenwert der Jagd. Jaidhaus wird erstmals im Jahr 1391 urkundlich erwähnt.

## Flora und Vegetation
Die Talweitung zeichnet sich durch eine vielfältige Flora aus. Im Jahr 1998 konnten 605 Arten von Gefäßpflanzen nachgewiesen werden, was etwa einem Drittel der in Oberösterreich vorkommenden Pflanzenarten entspricht. Dieser außerordentliche Artenreichtum auf kleinem Raum, noch dazu bei verhältnismäßig geringen Höhenunterschieden, hat seine Ursache in einer selten gewordenen Vielfalt an extensiv genutzten Standorten. So findet sich an den Dolomithängen des Kienbergs ein buntes Vegetationsmosaik aus Weiß-Seggen-Buchenwäldern, trockenen Pfeifengras-Hochgraswiesen und, an besonders flachgründigen Stellen, Erdseggen dominierten Trockenrasen. Auf den trockenen Niederterrassenschottern südlich der Seebachbrücke haben sich als lokale Besonderheit noch Reste von mageren Buckelwiesen mit einer reichen Kalkmagerwiesenflora erhalten. Auf den Wiesen und Weiden der höheren, meist rißzeitlichen Moränen- und Terrassenreste, die insbesondere auf der westlichen Talseite anstehen, gedeihen aufgrund der stärkeren Entkalkung und des Gehalts an Silikatgeröllen artenreiche Bürstlingsrasen.
Zu den bemerkenswertesten Arten des Gebietes gehören unter anderem: Große Sommerwurz (in Oberösterreich nur hier), Weidenblättriger Alant, Blutroter Storchschnabel, Warzen-Wolfsmilch, Klebriger Lein (Charakterpflanze des Gebietes und ziemlich verbreitet), Berg-Johanniskraut, Berg-Aster, Glanz-Gänsekresse (im Schotter der Steyrling verbreitet), Langblatt-Hasenohr, Abgebissener Pippau, Bunter Schachtelhalm, Kreuz-Enzian (selten), Einknolle (selten), Geflecktes Ferkelkraut (in Bürstlingsrasen), Gelbe Platterbse, Immenblatt, Gewöhnliche Natternzunge, Fliegen-Ragwurz, Helm-, Kleines und Brand-Knabenkraut, Distel- und Gamander-Sommerwurz, Kleines Rispengras (im Schotter der Steyrling, eigentlich eine alpine Art!), Kerners Lungenkraut, Niedrige Schwarzwurzel (in Bürstlingsrasen), Kümmel-Silge (selten), Sumpfenzian (Kalkflachmoore), Schwarzwerdender Geißklee und Blassgelber Klee.
Das Tal ist bekannt für die Blüte der Stern-Narzisse in der zweiten Maihälfte.

## Fauna
Die Amphibienfauna wird vom weit verbreiteten und häufigen Grasfrosch dominiert. Häufig sind ebenfalls die Erdkröte und die Gelbbauchunke mit insgesamt nachgewiesenen 16 Laichgewässern. Der Springfrosch strahlt mit einem kleinen Vorkommen aus dem Mollner Becken in die Talweitung Jaidhaus ein. Bergmolch und Teichmolch sind selten. Der Feuersalamander nutzt einige Tümpel als Laichgewässer.
Die Reptilienfauna umfasst fünf nachgewiesene Arten. Im Gebiet verbreitet ist die Ringelnatter, wobei sich die meisten Nachweise auf das Umfeld der Fischzucht Bernegger und auf Kleingewässer im Talboden der Krummen Steyrling konzentrieren. In Magerwiesen, vor allem auf den ungedüngten Buckelwiesenflächen südwestlich von der Seebachbrücke, ist die Zauneidechse regelmäßig. Für Blindschleiche und Kreuzotter liegen jeweils nur Einzelbeobachtungen vor, wobei aber ein regelmäßiges Auftreten der Westlichen Blindschleiche anzunehmen ist. Die Äskulapnatter wurde nur selten im Gebiet beobachtet.
Das Gebiet ist Rückzugsort für in Österreich seltene Tagfalter wie Heilziest-Dickkopffalter und Lungenenzian-Ameisenbläuling. Seltene Vogelarten wie Wendehals und Neuntöter leben ebenfalls im Tal.

## Naturschutz
Das Naturschutzgebiet Jaidhaus wurde 2016 verordnet und umfasst 200 Hektar. Es gliedert sich in mehrere Teilflächen und Teillebensräume. Es besteht ein Mosaik an naturnahen Waldflächen, großflächigen, halb-offenen Wiesenbrachen und sehr artenreichen mageren Wiesen. Mehrere Hektar Wiesenbrachen wurden gerodet, um sich zu artenreichen Wiesen entwickeln zu können. Dementsprechend hoch ist dort die Insektenvielfalt. Insgesamt konnten 22 in Österreich und 40 in Oberösterreich auf den Roten Listen angeführte Gefäßpflanzenarten nachgewiesen werden.
Ab der Fischzucht Bernegger stehen rund 9 Flusskilometer der Krummen Steyrling unter Naturschutz. Das Naturschutzgebiet wurde 2020 verordnet.

## Wirtschaft

### Fischzucht
Die Firma Eisvogel Hubert Bernegger GmbH betreibt am Talausgang an der Krummen Steyrling eine Fischzucht.

### Potentielle Erdgasförderung
Seit im Jänner 2023 Pläne bekannt wurden, im Gebiet mit der Förderung von Erdgas zu beginnen, wird die Thematik in der Bevölkerung und Politik kontroversiell diskutiert. Die geplante Probebohrung wird aufgrund seiner Nähe zum Naturschutzgebiet kritisch betrachtet. Das Grundstück, im Besitz der Österreichischen Bundesforste, befindet sich im Gebiet In den Sanden und ist von ausgewiesenen Naturschutzflächen umgeben.